# (38646) 2000 OX4
2000 OX4 (asteroide 38646) é um asteroide da cintura principal. Possui uma excentricidade de 0.16431480 e uma inclinação de 14.23464º.
Este asteroide foi descoberto no dia 24 de julho de 2000 por LINEAR em Socorro.